# Sepia dollfusi
Sepia dollfusi е вид главоного от семейство Sepiidae.

## Разпространение
Видът е разпространен в Джибути, Египет (Синайски полуостров), Еритрея, Саудитска Арабия, Северен Йемен, Судан и Южен Йемен.